# Miss Afrique du Sud 2015
Miss Afrique du Sud 2015, est la 60e élection de Miss Afrique du Sud, s'est déroulée le 29 mars 2015 au Superbowl de Sun City.
La gagnante, Liesl Laurie, succède à Rolene Strauss, Miss Afrique du Sud 2014 et Miss Monde 2014. Elle se classera dans le top 11 à l'élection de Miss Monde 2015 à Sanya, en Chine. Sa première dauphine, se place dans le top 15 à l'élection de Miss Univers 2015.

## Classement final
| Résultat Final           | Candidate                                                           | Concours internationaux      |
| ------------------------ | ------------------------------------------------------------------- | ---------------------------- |
| Miss Afrique du Sud 2015 | - Gauteng - Liesl Laurie                                            | - Top 11 à Miss Monde 2015   |
| 1re princesse            | - Gauteng - Refilwe Mthimunye                                       | - Top 15 à Miss Univers 2015 |
| 2e princesse             | - Gauteng - Ntsiki Mkhize                                           |                              |
| Top 5                    | - Cap occidental - Nicole Lamberts - KwaZulu-Natal - Sihle Makhanya |                              |

## Candidates
| Nom               | Âge    | Province représentée | Domicile         |
| ----------------- | ------ | -------------------- | ---------------- |
| Gugulethu Banda   | 21 ans | Gauteng              | Spruitview       |
| Danelle De Wet    | 22 ans | Cap occidental       | Kuils River      |
| Nicole Lamberts   | 23 ans | Cap occidental       | Stellenbosch     |
| Liesl Laurie      | 23 ans | Gauteng              | Johannesburg     |
| Busi Mahlangu     | 23 ans | Mpumalanga           | KwaNdebele       |
| Sihle Makhanya    | 23 ans | KwaZulu-Natal        | Empangeni        |
| Taryn Morris      | 25 ans | Cap occidental       | Cape Town        |
| Ntsiki Mkihze     | 23 ans | Gauteng              | Midvaal          |
| Refilwe Mthimunye | 22 ans | Gauteng              | Bronkhorstspruit |
| Shane Naidoo      | 22 ans | Gauteng              | Benoni           |
| Chanelle Sardinha | 23 ans | Gauteng              | Johannesburg     |
| Kim Wentzel       | 24 ans | Gauteng              | Johannesburg     |

## Déroulement de la cérémonie

### Jury
Le jury de cette année était composé de :
- Sophie Ndaba, actrice et personnalité de télévision
- Anneline Kriel, Miss Monde 1974
- Kojo Baffoe, poète, écrivain et rédacteur de Destiny Man
- Casper Bosman, styliste basé à Bloemfontein

## Observations